# Vivre, vite
Pour les articles homonymes, voir Vivre vite.
Pour plus de détails, voir Fiche technique et Distribution.
Vivre, vite (So Much So Fast) est un documentaire écrit et dirigé par les nommés de l'Oscar du meilleur Steven Ascher et Jeanne Jordan. Le film fut projeté en avant-première en compétition au Festival du film de Sundance 2006, et a gagné le prix du public au Festival du film indépendant de Boston. 

## Synopsis
Vivre, vite retrace cinq années de la vie de Stephen Heywood qui, à 29 ans, découvre qu'il a une maladie paralysante neuro-dégénérative, la sclérose latérale amyotrophique (maladie de Charcot).
Déterminé à vivre le plus longtemps possible, Stephen se marie, devient père d'un garçon et reconstruit deux maisons. Ses observations et celles de sa femme Wendy, sur le monde, et la maladie, explorent la fragilité de la vie.
Le film suit aussi la réaction de la famille Heywood face aux compagnies pharmaceutiques qui ignorent sa maladie. En effet la SLA étant peu répandue, les traitements nécessaires ne seraient pas assez rentables. Son frère crée la ALS Therapy Development Foundation qui cherche à trouver à temps un traitement contre la maladie de Stephen.

## Divers
Lorsqu'on lui demande ce qu'il aurait fait différemment depuis les cinq ans de son diagnostic de la SLA, Stephen Heywood répond « plus de sexe pendant le tournage. »
Les cinéastes se sont investis dans le combat contre la SLA lorsqu'un des membres de la famille de leur documentaire de 1995 Troublesome Creek: A Midwestern (ou La rivière des soucis, à propos d'une ferme familiale de l'Iowa) commença à souffrir de la SLA.